# Žíp
Žíp é um município da Eslováquia, situado no distrito de Rimavská Sobota, na região de Banská Bystrica. Tem 6,37 km² de área e sua população em 2018 foi estimada em 277 habitantes.

## Demografia
| Ano:        | 1994 | 2004    | 2014   | 2024    |
| ----------- | ---- | ------- | ------ | ------- |
| Broj ljudi: | 177  | 237     | 245    | 305     |
| Razlika:    |      | +33,89% | +3,37% | +24,48% |

| Ano:               | 2023 | 2024   |
| ------------------ | ---- | ------ |
| Número de pessoas: | 301  | 305    |
| Diferença:         |      | +1,32% |